# Битка код Меденина
Битка код Меденина такође позната као Операција Капри (Unternehmen Capri) била је превентивни напад снага Осовине (под командом Ервина Ромела) на британску Осму армију (генерал Бернард Монтгомери) у Тунису у Другом светском рату, 6. марта 1943. Ова операција је имала за циљ да одложи напад Британске Осме армије на линију Марет. Британци су упозорени од Ултра дешифрирања немачких бежичних комуникација и довели су појачања из Триполија и Бенгазија пре напада Осовине, који је био скуп неуспех. Напад Осовине одбијен је масовном артиљеријском ватром; 55 тенкова Осовине је уништено.
Генерал Ервин Ромел, командант Групе армија Африка (Heeresgruppe Afrika), није могао да приушти да изгуби снаге потребне за одбрану линије Марет и напори су обустављени истог дана у сумрак.
Током ноћи Осма армија је ишчекивала други покушај Осовине и упутила је истурене патроле ради извиђања и уништавања оштећених тенкова Осовине. Током дана Луфтвафе и италијанско ваздухопловство су учинили максималне напоре са мало ефекта против савезничке ПВО и Пустињског ваздухопловства (Desert Air Force) и 7. марта, снаге Осовине почеле су повлачење према северу ка линији Марет, док је гоњење Осме армије успорено кишом. Битка код Меденина била је последња битка коју је водио Ромел на северноафричком фронту, пошто се убрзо заувек вратио у Европу.

## Позадина
Америчке и британске снаге пристале су на неколико тачака дуж обале француског Марока и Алжира 8. новембра 1942. године, током операције Бакља. Ово је дошло само неколико дана након продора Британске Осме армије (генерал-потпуковник Сир Бернард Монтгомери) након Друге битке код Ел Аламеина. Као одговор, немачке и италијанске трупе су пребачене са Сицилије да окупирају Тунис, једно од ретких лако одбрањивих подручја Северне Африке и једну ноћ пловидбе из база на Сицилији. Овај кратки пролаз је веома отежао савезничким бродовима да пресретну транспорте Осовине, док је ваздушно пресретање једнако отежано, јер је најближа аеродромска база Савезника Тунису, на Малти, била далеко више од 320 km.
Трка за Тунис у новембру и децембру 1942. је термин за покушај Савезника да се до Туниса дође пре доласка немачких и италијанских појачања. Због лоших путних и железничких комуникација, могао је бити пребачен само мали део савезничке војске, величине једне дивизије, а на одличном одбрамбеном терену мали број немачких и италијанских трупа био је довољан да порази тај покушај. Јачање савезничких снага настављено је, више авиона је постало доступно и изграђени су нови аеродроми у источном Алжиру и Тунису. Савезници су смањили проток војника и опреме Осовине у Тунис и Бизерту, али значајна сила Осовине већ је била искрцана.
Дана 23. јануара 1943. Осма армија је заузела Триполи, главну базу снабдевања Ервина Ромела. Ромел је планирао за то, пребацивши своју линију снабдевања у Тунис и намеравајући да блокира јужни приступ Тунису, из Триполија, у Габесу. Линија Марет, коју је Француска изградила за заштиту од италијанског напада из Либије, била је
... линија застарјелих француских бункера, која ни на који начин није планирана према стандардима који су захтевали савремени ратови....— Ромел
Савезничке снаге су већ прешле планине Атлас и поставиле истурену базу на Фаиду, у подножју источног крака планина, изврсну позицију да продру на обалу, одсеку снаге Осовине у јужном Тунису од снага даље на северу, и прекину линију снабдевања Туниса.

## Увод
Након Друге битке код Ел Аламеина Ервин Ромел је направио планове да се снаге Осовине повуку преко Либије и да се укопају испред старих француских утврђења линије Марет. Снаге Осовине би контролисале два природна улаза у Тунис на северу и југу, са лако одбрањивим планинским пролазима између њих. У јануару су ти делови немачко-италијанске Оклопне армије на одбрани Марета преименовани у Прву италијанску армију (генерал Ђовани Месе), одвојени од јединица (укључујући остатке Африка Корпуса) насупрот Западног Дорзала. Дана 23. јануара 1943. године, Осма армија је заузела Триполи, док је војска Осовине која се повлачила кроз Либију већ била на путу ка позицији Марета. Део 2. корпуса САД прешао је у Тунис кроз пролазе на планинама Атлас из Алжира, контролишући унутрашњост троугла који су формирале планине. Њихов положај подстакао је могућност продора источно према Сфаксу на обали, како би од Арнимових снага на северу око града Туниса одсекли Прву италијанску армију у Марету.

### Офанзива Осовине на северу
Ромелове оклопне снаге нанеле су у фебруару 1943. тежак пораз америчком 2. корпусу у биткама код Сиди Боу Зида и Касеринског пролаза. 22. фебруара Ромел и Кеселринг, суочени са ојачавањем савезничке одбране и вестима да су водећи елементи Осме армије коначно стигли до Меденина, само неколико километара од линије Марет, одлучили су да прекину напад на северу Туниса и повуку се на југ ради подршке одбрани Марета, надајући се да је напад код Касерина изазвао довољно штете како би спречио било какву офанзивну акцију са запада. Снаге Осовине из Касерина стигле су на линију Марет 25. фебруара.

## Битка

### Планови Осовине
Дана 28. фебруара, Ромел, Месе и виши команданти оклопних јединица састали су се како би разговарали о нападу на Меденин, на раскрсници неколико путева и стаза. Предложен је напад из три смера, од Тоујане до Метамеура са леве стране, напад у центру и напад десно од пролаза Халоуф до Меденина. Ромел је предложио напад ближе обали како би створио могућност напада из неочекиваног правца, али се потчињени нису сложили због информација из извиђања од стране Афричког корпуса да су обални приступи били тешки, минирани и брањени многим топовима. Није било места за маневар, а тенкови би били лака мета за британску артиљерију и авионе. Ромел је одустао, а план су саставили Месе и генерал-потпуковник Хајнц Зиглер, привремени командант Афричког корпуса. 
Напад је заказан за 6. март како би се јединицама укљученим у операцију Morgenluft (битка код Сиди Боу Зида) дало времена да надокнаде губитке и реорганизују се. Месе је планирао да окружи британске трупе између линије Марет и Меденина са групом "ДАК" (генерал-пуковник Ханс Крамер) састављеном од три оклопне дивизије Афричког корпуса, 3. и 33. извиђачке јединице, једног батаљона 164. лаке дивизије Африка, падобранског батаљона, 7 пољских артиљеријских батерија и два противавионска батаљона; и колоном Бари (генерал-пуковник Теодор фон Спонек), борбена група са по два батаљона 200. и 361. панцергренадирског пука, борбеним групама Ла Специја и Трст са по два батаљона, батерија немачких пољских топова, седам италијанских пољских батерија и део три противавионске батерије; обе колоне су имале противтенковске и инжењеријске јединице. 

### Британске снаге
Осма армија се утврђивала испред одбране Марета од 17. фебруара и почела је насилно извиђање према западу 26. фебруара, које је открило стазу на југ у унутрашњости око планина до пролаза Тебага, иако је терен на мапама био означен као непролазан за возила и тенкове.  25-28. фебруара британска обавештајна служба је, захваљујући дешифрованим немачким радио-порукама, упозорила Монтгомерија на предстојећу офанзиву Осовине око 4. марта, као и да непријатељ има залихе горива за само 3 дана. 26. фебруара Осма армија је имала само једну дивизију у Меденину (30. корпус састављен од 8. оклопне и 201. гардијске бригаде), већина тенкова била је са 10. корпусом (генерал Брајан Хорокс) у Бенгазију око 1.600 km далеко, а напад на линију Марет се није могао припремити пре 20. марта. Појачања су упућена највећом брзином и до 4. марта, стигло је 400 тенкова, 350 пољских и 470 противтенковских топова, а снаге РАФ биле су двоструко јаче од снага Осовине.

### 6. март
Дана 6. марта 1943. године, три немачке оклопне дивизије, две лаке дивизије и девет италијанских дивизија покренуле су Операцију Капри, нападе јужно у правцу Меденина, најсевернијег британског упоришта.
У 6: 00 ујутро, у густој магли, снаге Осовине започеле су бомбардовање британских положаја, које је потрајало 90 минута. Тенкови 15. олопне дивизије кренули су друмом ка Меденину, а затим скренули на север према положајима британске 7. оклопне дивизије, где су се сукобили са противтенковским (ПТ) топовима 131. пешадијске бригаде и 2. батаљона Шкотске Гарде. На фронту 2. новозеландске дивизије, 164. лака дивизија "Африка" сукобила се са оклопним транспортерима Брен из 21. НЗ батаљона, који су у магли наишли на 7 немачких возила натоварених пешадијом и ПТ топовима. Новозеланђани су нанели тешке губитке, уз губитак двојице људи и једног оклопног трнспортера. Мале групе пешадије Осовине испробавале су одбрану, али британска артиљерија није одговарала, због наређења да сачека да нападачи дођу у домет свих топова, а ПТ топови имали су да пуцају само изблиза. 5. пољски пук британске артиљерије је бомбардовао пешадију и камионе који су пратили тенкове, како би их изоловао. 
Око 8:30 ујутру, немачки тенкови су кренули на Тађера Кбир (кота 270), а 28. НЗ батаљон опазио је десет тенкова и тридесет камиона који су се кретали према вадију с десне стране. Тенкови су стигли до лажног минског поља, а затим су скренули ка узвишици, као што је било предвиђено. Два 6-фунташка ПТ топа из 73. противтенковског пука отворила су ватру и уништила четири Панцер III на 370 m (400 yd), а минобацачи 28. НЗ батаљона су уништили пети тенк. Када су посаде искочиле, укључили су се минобацачи, митраљези и артиљерија. Нападачи су били изненађени и неорганизовани, али су онда приметили противтенковске топове и узвратили ватру. Један 6-фунташ је оштећен, а два човека рањена, али су се преживели тенкови повукли. Приведено је 15 заробљеника из 10. оклопне дивизије, укључујући и команданта тенковске чете.
Мало после 9:00 паљба минобацача 21. батаљона разбила је групу пешадије која силазила са возила и до 10:00 преостала пешадија се повукла и укопала 4,8—6,4 km (3,0—4,0 mi) у позадини. Британска артиљерија пуцала је свуда, посебно на раније регистрована подручја, чим би се војници или возила Осовине пребацила у њих. Водећи тенкови 21. оклопне дивизије појавили су се на хоризонту и одмах су нападнути британском артиљеријом, а посматрачи 201. гардијске бригаде известили су да немачки тенкови "лутају без циља". 2. НЗ дивизија није била поново нападнута у току јутра, али је видела доста неорганизованог кретања немачких тенкова и транспорта. Схватило се да је главни осовински напор био против Тађера Кбира и даље на северу. На левом крилу, 3. и 33. извиђачка јединица и немачка штабна чета са девет тенкова су на друму за Меденин нападале летећи одред Слободних Француза, који су одбијали нападе дуж пута на 19 km јужно од Меденина, изгубивши 27 људи током дана.
Поподне, пешадија Осовине се придружила нападима и до 15:30 разбијена је артиљеријом 2. НЗ дивизије. У 17:45 часова, око 1.000 пешадије са подршком тенкова напредовало је западно од тачке 270 и уништено је артиљеријом 2. НЗ дивизије, пољским и средњим топовима 5. армијске групе Краљевске артиљерије (АГРА) и тешким противавионским топовима са аеродрома у близини. Неколико заробљених 88 мм топова са британском посадом послужили су као противавионски топови. На фронту 51. Горштачке и 7. оклопне дивизије, напади Осовине су били упорнији, али су имали мало успеха, а Тађера Кбир никада није био угрожен. У 18:00, 27 немачких тенкова и пешадија били су одбијени од НЗ пољске артиљерије, након чега су престали напади на новозеландски фронт. Отприлике у 20:30 часова, Ромел је прихватио предлог Месеа да оконча напад, јер се не може наставити без ризика губитака који би угрозили одбрану линије Марет.
Напади немачке и италијанске авијације трајали су читавог дана, али са малим резултатима пошто је РАФ владао ваздушним простором изнад бојишта. Двојица Новозеланђана су погинула, а двојица рањена у ваздушном нападу на пољску болницу, а један немачки ловац је оборен са земље заробљеним митраљезом Бреда.

## Последице

### Губици
Дана 6. марта, Монтгомери је писао генералу Алану Бруку, начелнику генералштаба Британске Империје:
Он покушава да ме нападне тенковима по дану, које прати пешадија у камионима. Ја имам 500 укопаних ПТ топова од 6 фунти... Имам 400 тенкова...добру пешадију...и велику надмоћ у артиљерији. Ово је савршен поклон за нас, и тај човек мора да је полудео.— Монтгомери
Године 1943, Монтгомери је у свој дневник записао да је Осма армија изгубила 130 људи, а 1957, Г. Ф. Хоу, званични историчар САД, проценио је немачке губитке на 61 мртав, 388 рањених, и 32 нестала, док су Италијани изгубили 33 мртва, 122 рањена и 9 несталих; најмање 41 тенк Осовине је изгубљен. Немци су уништили 6 британских тенкова, 16 оклопних кола, 33 возила, 32 ПТ и ПВО топа и узели 51 заробљеника. 1966., И. С. О Плејфер, британски званични историчар, назвао је губитке Осме армије занемарљивим и забележио је губитке Осовине од 635 људи, углавном Немаца, и 44–56 тенкова.

### Битка код Марета
Због неуспеха операције Капри, Ромел је одлучио да би једини начин да се спасе војска Осовине био да се напусти кампања и 9. марта је отпутовао у Италију на разговоре са "Врховном командом" у Риму. Не нашавши подршку својим идејама, отпутовао је 10. марта да види Хитлера у његовом штабу у Украјини, покушавајући да га убеди да напусти Тунис и врати војску Осовине у Европу. Хитлер је одбио и Ромел је стављен, у строгој тајности, на боловање. Арним је постао командант Групе армија Африка. 26. марта Осма армија пробила је положаје Осовине на линији Марет и наставила напредовање у јужни Тунис.